# Martí de Viciana (el Vell)
Martí de Viciana (? - ?, 1492), anomenat el Vell per distingir-lo del seu net, el cronista Rafael Martí de Viciana, fou un polític i humanista valencià, probablement originari de Terol. Fou nomenat cavaller pel rei Joan II, segons un privilegi datat a Calataiud el 28 de setembre de 1461; comanador de Borriana, de l'orde de Calatrava, el 7 de juliol de 1476, i «lloctinent de portantveus de governador en regne de València dellà lo riu d'Uixó», amb caràcter vitalici, el 2 de desembre de 1477. Consta que el 1485 era «conseller e coper» de Ferran el Catòlic. És autor d'una exposició en català de l’Econòmica d'Aristòtil a partir de la versió llatina de Leonardo Aretino, obra que dedicà a la seua esposa Na Damiata Gomiç el 1477. També se li atribueix, no sense discussió, la traducció del Llibre de virtuoses costums, suposadament de Sèneca, a més d'alguns altres opuscles, entre els quals un sobre Los senyals del cel.